# Maria Granvik
Maria Kristina Granvik ("Brunskärs-Maja"), född 21 juni 1913 i Korpo, död 26 oktober 1997 i Pargas, var en finländsk folkmusiker. 
Efter examen från Högvalla seminarium 1938 var Granvik verksam som konsulent för Finlands svenska Marthaförbund och en kortare tid som hushållslärare i Vasa. Redan som barn hade hon på egen hand lärt sig spela fiol och repertoaren kom att bestå av traditionella låtar från Åbolands skärgård. Hon är särskilt känd för sitt samarbete med Erik Jansson, "Aspö-Erik", vilket inleddes redan på 1920-talet och nådde stora framgångar under 1970- och 1980-talet. På Granviks initiativ grundades 1970 Korpo spelmanslag och 1983 utkom musikalbumet Aspö-Erik, Brunskärs-Maja & Korpo spelmanslag. Hon tillhörde 1972–77 styrelsen för Finlands Svenska Spelmansförbund, vars Ottostatyett hon erhöll 1976 och i vilket hon blev hedersmedlem blev hon 1985. År 1992 utgav hon diktsamlingen Minnets sköna skatter.